# 迪安·比南利
迪安·比南利（1958年8月9日—），马来西亚女演员。她是已故巨星比·南利的养女。

## 个人生活
迪安于1981年9月28日与阿曼蒂·阿末（Amanti Ahmad）结婚，育有三个孩子。